# Ya no estoy aquí
Ya no estoy aquí is een Mexicaanse film uit 2019, geregisseerd door Fernando Frias.

## Verhaal
In Monterrey, Mexico, brengt een jonge straatbende met naam "Los Terkos" hun dagen door met dansen op cumbia en het bijwonen van feesten. De zeventienjarige Ulises is de leider van deze groep. Na een misverstand met een lokale bende, wordt Ulises gedwongen naar de Verenigde Staten te migreren. Al snel verlangt hij ernaar om naar huis terug te keren.

## Rolverdeling
| Acteur                     | Personage       |
| -------------------------- | --------------- |
| Juan Daniel Garcia Treviño | Ulises Sampiero |
| Jonathan Espinoza          | Jeremy          |
| Angelina Chen              | Lin             |
| Coral Puente               | Chaparra        |
| Adríana Arbelaez           | Gladys          |
| Leonardo Garxa             | Pekesillo       |
| Yahir Alday                | Sudadera        |

## Ontvangst

### Recensies
Op Rotten Tomatoes geeft 100% van de 33 recensenten de film een positieve recensie, met een gemiddelde score van 8,00/10. Website Metacritic komt tot een score van 68/100, gebaseerd op 5 recensies, wat staat voor "generally favorable reviews" (over het algemeen gunstige recensies)

### Prijzen en nominaties
De film won 15 prijzen en werd voor 16 andere genomineerd. Een selectie:
| Jaar | Evenement                       | Categorie                       | Genomineerde                                                                          | Resultaat   |
| ---- | ------------------------------- | ------------------------------- | ------------------------------------------------------------------------------------- | ----------- |
| 2019 | Caïro (41ste editie)            | Gouden Piramide voor beste film | Ya no estoy aquí                                                                      | Gewonnen    |
| 2019 | Caïro (41ste editie)            | Beste acteur                    | Juan Daniel Garcia Treviño                                                            | Gewonnen    |
| 2020 | Premios Ariel (62ste editie)    | Beste film                      | Ya no estoy aquí                                                                      | Gewonnen    |
| 2020 | Premios Ariel (62ste editie)    | Beste regisseur                 | Fernando Frias                                                                        | Gewonnen    |
| 2020 | Premios Ariel (62ste editie)    | Beste debuterend acteur         | Juan Daniel Garcia Treviño                                                            | Gewonnen    |
| 2020 | Premios Ariel (62ste editie)    | Beste debuterend actrice        | Coral Puente                                                                          | Genomineerd |
| 2020 | Premios Ariel (62ste editie)    | Beste origineel scenario        | Fernando Frias                                                                        | Gewonnen    |
| 2020 | Premios Ariel (62ste editie)    | Beste camerawerk                | Damián García                                                                         | Gewonnen    |
| 2020 | Premios Ariel (62ste editie)    | Beste montage                   | Yibran Asuad, Fernando Frias                                                          | Gewonnen    |
| 2020 | Premios Ariel (62ste editie)    | Beste artdirector               | Taisa Malouf, Gino Fortebuono                                                         | Gewonnen    |
| 2020 | Premios Ariel (62ste editie)    | Beste kostuums                  | Malena De la Riva, Gabriela Fernandez                                                 | Gewonnen    |
| 2020 | Premios Ariel (62ste editie)    | Beste make-up                   | Elena López Carreón, Itzel Pena                                                       | Gewonnen    |
| 2020 | Premios Ariel (62ste editie)    | Beste geluid                    | Javier Umpierrez, Olaitan Agueh, Michelle Couttolenc, Jaime Baksht, Yuri Laguna       | Gewonnen    |
| 2020 | Premios Ariel (62ste editie)    | Beste speciale effecten         | Jose Martinez                                                                         | Genomineerd |
| 2020 | Premios Ariel (62ste editie)    | Beste visuele effecten          | Sasha Houdek-Korellis, Catherine Tate, Penpicha Jingjungvisuti, Hank Chang, Yixuan Wu | Genomineerd |
| 2021 | Satellite Awards (25ste editie) | Beste niet-Engelstalige film    | Ya no estoy aquí                                                                      | Genomineerd |
| 2021 | Premios Goya (35ste editie)     | Beste Ibero-Amerikaanse film    | Ya no estoy aquí                                                                      | Genomineerd |